# Villalago
Villalago (La Vìlla in abruzzese) è un comune italiano di 489 abitanti della provincia dell'Aquila in Abruzzo. Il paese è posto in posizione dominante rispetto alle gole del Sagittario sotto il monte Genzana.

## Storia
In località San Pietro, presso il sito dove sorgeva l'omonimo monastero benedettino (XI-XVI secolo) fu ritrovata un'epigrafe romana, databile al II secolo. In località Villa Vecchia, collina a circa mezzo chilometro a est dell'abitato, Antonio De Nino segnalò nel 1890 generici avanzi di un "recinto di età primitiva", in un'area da sempre costellata di ritrovamenti fittili, monete e altri manufatti, sparsi tra i terrazzamenti moderni realizzati per uso agricolo e l'ammasso caotico delle rocce staccatesi dalla frana del monte Genzana, all'origine del lago di Scanno.
Secondo alcuni studiosi questi avanzi di "recinto", non più identificabili, sarebbero stati traccia di mura appartenenti a un antico insediamento fortificato di origine peligna, vista la particolare posizione elevata rispetto all'area circostante. Lo stesso Antonio De Nino segnalò nell'anno 1900 il ritrovamento fra le contrade Casale e Porcile di resti di un pavimento con residui di muri e statuaria bronzea. Il materiale raccolto comprendeva 26 statuette di Ercole, clavate e con "leonté" (pelle di leone); due delle più grandi erano meglio lavorate e avevano sul capo, posta come una cuffia, la testa della "leonté". Di una statua riaffiorarono anche un piccolo piede maschile, di buona fattura, e il frammento di un altro suo piede. Una clava, classico simbolo di Ercole, avrebbe suggerito l'esistenza di una seconda statua.
Gli altri reperti bronzei recuperati furono un idolo muliebre privo di avambraccio destro e col braccio sinistro coperto da un manto, due dischetti di bronzo probabili parti di ornamentazione e, infine, un piccolo bue (altro richiamo al culto di Ercole) di discrete fattezze, appena danneggiato solo sul piede posteriore sinistro. Nel complesso, il materiale raccolto faceva intendere di trovarsi in presenza di un piccolo luogo di culto dedicato a Ercole, assai diffuso nella Valle del Sagittario e nella conca di Sulmona. Non si hanno notizie certe e documentate dalla caduta dell'Impero romano d'Occidente al periodo delle invasioni barbariche. Durante il periodo longobardo Villalago fu annessa al Ducato di Spoleto. In questo periodo il contado peligno divenne regione valvense.
Intorno all'VIII secolo incomincia ad essere menzionata la valle del Flaturno, che viene citata nel Chronicon Volturnense tra i beni che il duca di Spoleto Ildebrando offre all'abbazia di San Vincenzo al Volturno: dal documento del Chronicon si evince che in questa valle esisteva una curtis riferibile ad un monastero di Pescina. Nell'874 venne fatto un censimento della popolazione di Flaturno da cui si rilevò che vi abitavano circa 500 persone suddivise in nove villæ. Successivamente una località di Flaturno è citata in un documento del 996 riferibile ad una cessione di terreni.
Attualmente si possono collocare cinque delle nove ville citate nell'874: Selectu (sita in località valle di Santa Maria presso Castrovalva), Campilu (a nord-nord-est di Cocullo nella valle alluvionale del rio Pezzana in località Santa Maria di Campo), Cesa (identificabile con Le Cesa presso Castrovalva [prima ipotesi], oppure Cesa, Le Cese o Valle di Cesa presso la riva sinistra del Sagittario [seconda ipotesi], oppure Cesa dei Fiori o Cesa Tiberio sempre presso la riva sinistra del Sagittario [terza ipotesi]), Buxi (Passo di Bussi presso la riva destra del Sagittario), Connei (toponimo presente nella zona Fonticino presso Castrovalva); quattro ville sono ancora da identificare: Miscella, Macranu, Fefile e Mebio. Tuttavia queste località (perlomeno quelle finora identificate) si trovano fuori dal territorio comunale di Villalago, tra Anversa degli Abruzzi, la frazione Casali di Cocullo e Castrovalva, ma Alfonso Colarossi-Mancini ipotizza che Flaturno sia identificabile nella stessa Villalago.
Tra la fine del X secolo e il primo ventennio del secolo seguente san Domenico abate abitò nei pressi di Villalago, in località Plataneto o Prato Cardoso, dove eresse un altare in onore della Trinità. Successivamente, su richiesta dei conti di Valva, costruì il monastero di San Pietro in lago (o di san Pietro de Lacu), richiesta di cui si ignora la data esatta perché l'atto di donazione è andato smarrito o distrutto, tuttavia si può affermare che questo sia avvenuto tra il 1001 e il 1026. Nel 1065 il monastero è rappresentato sulla porta bronzea dell'abbazia di Montecassino, voluta dall'abate Desiderio, tra i principali possedimenti dell'Italia centrale. Il primo documento del monastero è datato 1067, ove si cita anche il monastero degli eremiti a Prato Cardoso: i conti di Valva Todino e Oderisio, fratelli e figli di Randisio, e il loro cugino Bernardo, figlio di Berardo, donano il monastero di San Pietro Apostolo nella Valle del Lago e l'omonimo eremo nella valle detta Prato Cardoso all'abate Desiderio di Montecassino. Nel 1097 il papa Urbano II ne conferma il possesso all'abbazia di Montecassino per mezzo di una bolla indirizzata all'allora abate cassinense Oderisio, da lui fatto anche in cardinale.
In loco esiste l'eremo di San Domenico, mentre in località San Pietro sono in atto degli scavi archeologici per ritrovare le antiche vestigia del monastero di San Pietro del Lago o de Lacu. Negli anni attorno al 1000 il paese risulta citato come Villa de Lacu quando venne fondato da coloni provenienti da varie aree, in quanto attirati religiosamente dal monastero di San Pietro in Lago, i cui resti sono visibili a circa a un chilometro a nord di Villalago. La motivazione di chiamare il luogo Villa de Lacu o Villam de Lacu invece che Castrum de Lacu sarebbe da ricercare nel fatto che il paese fosse un luogo non cinto da mura e aperto con unica struttura non solo difensiva nella rocca ma anche politico-economica.

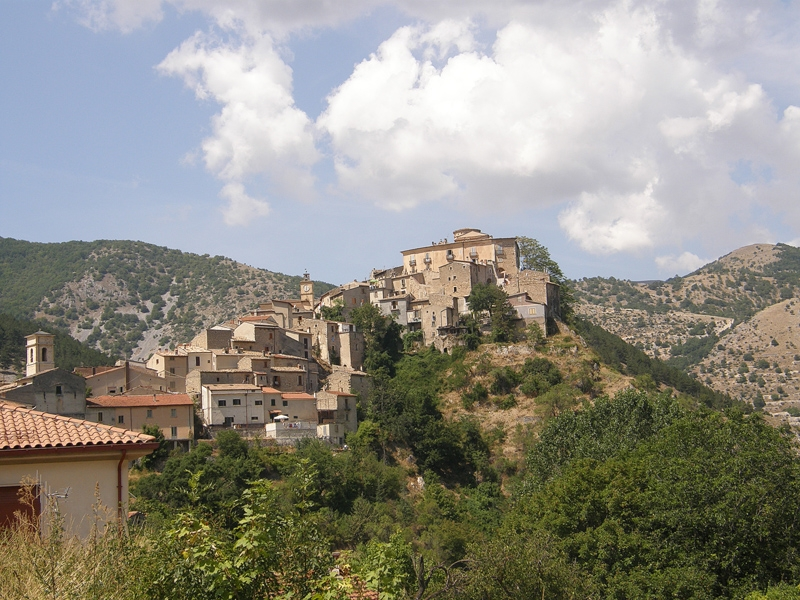
Panorama della rocca

Dopo la morte di San Domenico, il monastero di San Pietro entrò in pieno possesso dei conti di Valva. Il monastero fu abitato dai monaci fino al 1474, quando fu abbandonato. La cella di Santa Maria de lacu si staccò dal monastero di San Pietro. Celidonio ed H. Bloch affermano che questa cella non si tratti altro che della chiesa parrocchiale di Villalago; tuttavia vi è una cella di Santa Maria in fiume Flaternus ove san Domenico soggiornò per due anni e mezzo nel periodo in cui venne costruito il monastero di San Bartolomeno a Trisulti. A confondere le acque c'è una terza chiesa: Santa Maria in Flaturno, da identificare con la chiesa di Santa Maria ad Nives a Castrovalva; comunque la chiesa di Santa Maria in Flaternus fu l'embrione da cui nacque e si sviluppò la cella di Santa Maria de Villa de Lacu. La chiesa risale al 1323, mentre la rocca Sancti Petri de Lacu risale ad un'epoca precedente al 1092-1093.

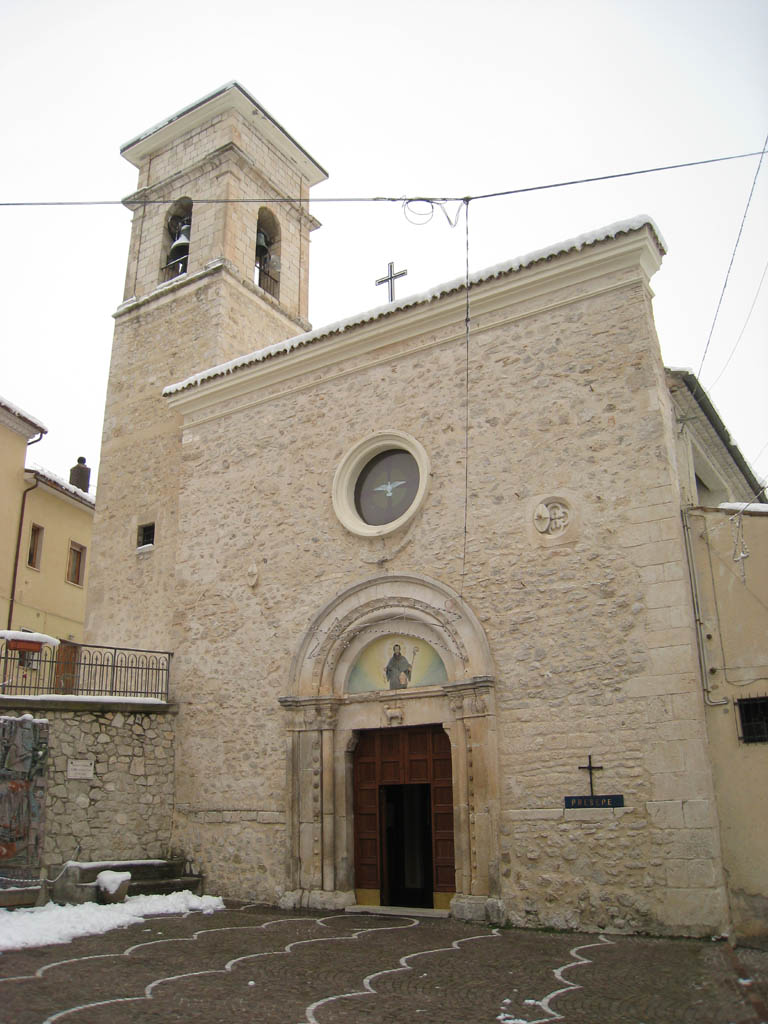
Chiesa della Madonna di Loreto

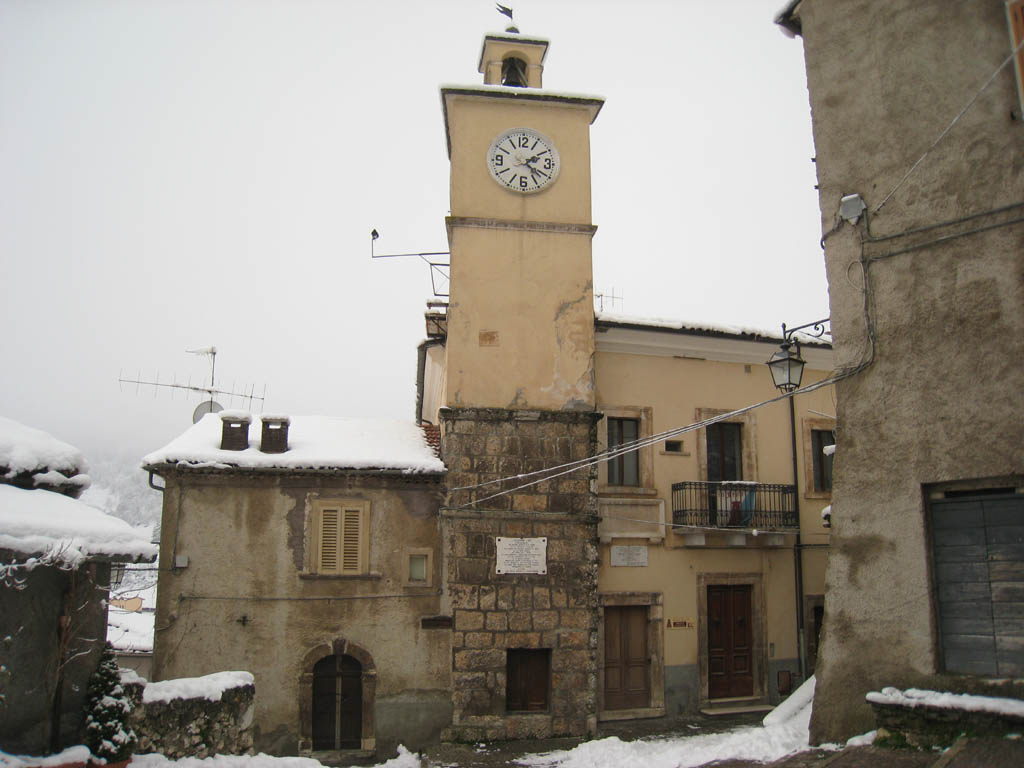
Vecchio municipio di Villalago

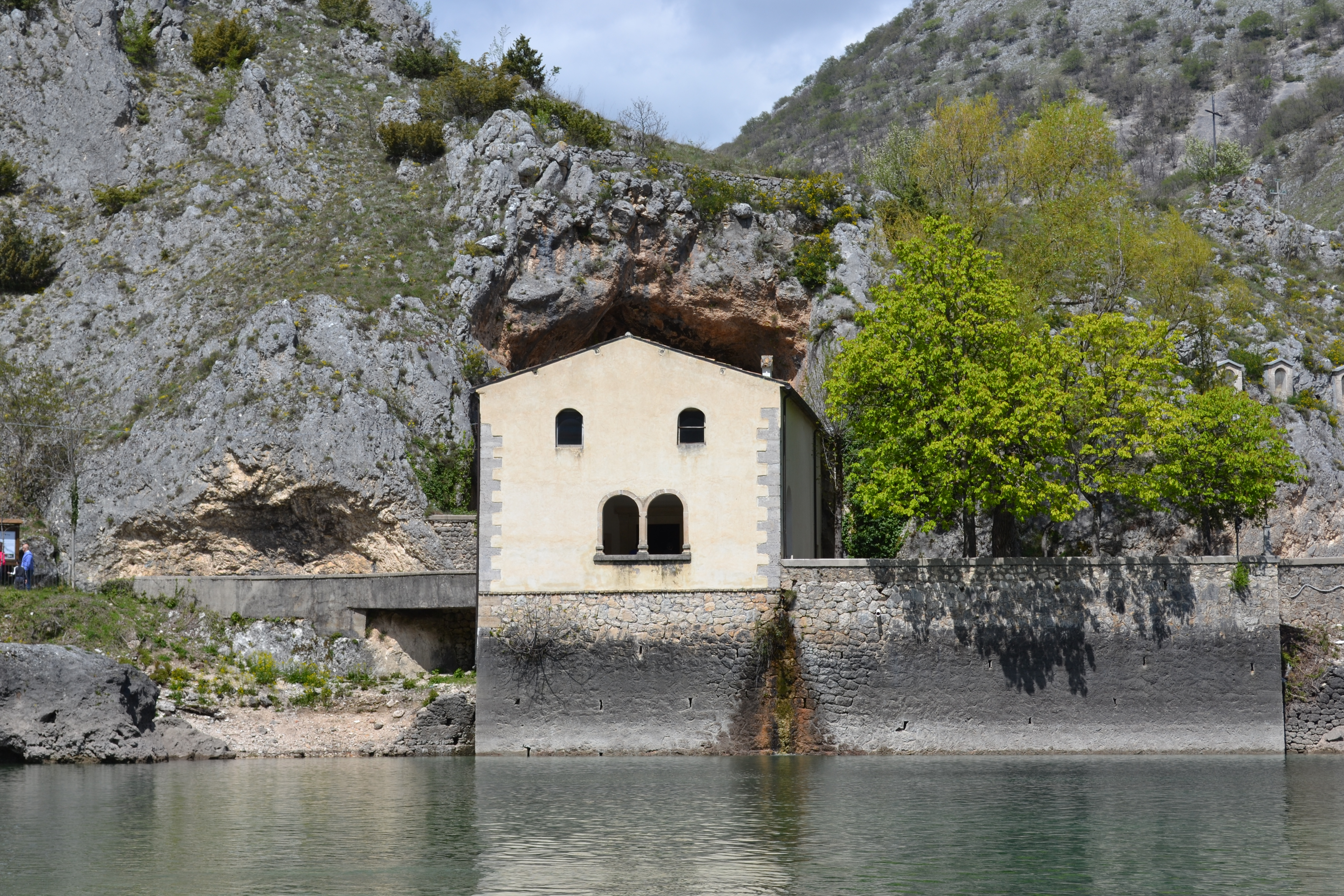
Eremo di San Domenico e il lago omonimo

Presso il pagus di Flaturno vi era anche la chiesa di San Vincenzo in Flaturno che viene citata in una bolla di papa Clemente III del 1188 e in successive bolle papali datate dal 1112 in poi. Un documento del 1067 cita una donazione al monastero di San Pietro in Lacu. Tra il 1092 e il 1093 la rocca di Sancti Petri de Lacu con le sue pertinenze fu invasa da Oderisio II di Sangro; in seguito, tra il 1241 e il 1245 Villa de Lagu era vincolato dal fatto che doveva manomettere o riparare il Castro de Valva. Due anni più tardi papa Innocenzo IV restituì a Berardo e Teodino di Sangro Villam de Lacu dopo che Federico II di Svevia espropriò questa terra al loro genitore Rinaldo.
Nel 1277 viene eseguita un'inquisizione in seguito ad operazioni illecite di vari funzionari pubblici in vari luoghi tra cui Villa Lacus. Nel 1289 venne eseguito un reclutamento in vari luoghi, tra cui Villa de Lacu, dal giustiziere d'Abruzzo per le milizie dei baroni. Nel 1304 Margherita di Sangro mise a ferro e fuoco Villa de Lacu e il limitrofo monastero di san Pietro e al monastero di Santa Maria de Villa de Lacu, arrestando, tra l'altro, Riccardo d'Anversa.
Nel 1308-1309 gli ecclesiastici di Villa de Lacu pagano le decime, mentre nel 1323 la chiesa di Sancta Mariæ de Villa de Lacu dipese dal monastero di san Pietro de Lacu. Nello stesso anno Villa de Lacu appartenne alla diocesi di Sulmona. Dopo il dominio dei conti di Valva i successivi feudatari di Villalago furono dapprima i Borrello e poi i Di Sangro.
Nel 1568 Villalago si dichiarò Università e comune autonomo, staccandosi da Anversa per via del fatto che i Belprato usurparono il monastero di Montecassino, facendo rimpiangere agli abitanti del paesello i monaci del monastero di San Pietro in lacu, cui dipesero fino al 1474. I Belprato pretesero il pagamento di 600 ducati: Villalago così non fu soggetta al feudalesimo, anche se l'università continuò ad esistere fino al 1806, quando furono promulgate le leggi che abolirono il feudalesimo. In seguito si affrancò anche da Raiano.
Con il crollo del Regno delle Due Sicilie fu assorbita dal Regno d'Italia e in seguito alla decadenza della pastorizia il paese fu interessato dall'emigrazione, poi si è cercato di tamponare questo fenomeno con l'artigianato, il turismo e l'ambiente. Tra le altre famiglie feudali vi furono i Manso (nel 1621), con il letterato Giovanni Battista Manso, amico e biografo di Torquato Tasso. Tra l'Ottocento e il Novecento risentì dell'influenza della famiglia borghese dei Lupi, come ricorda il nome della piazza principale del paese, intitolata all'avvocato Celestino Lupi, morto durante la prima guerra mondiale. Dopo l'eversione dei feudi seguì le sorti delle vicine Anversa degli Abruzzi e Scanno.

### Simboli
Il comune ha un proprio stemma ed un proprio gonfalone che sono quelli storicamente in uso costituiti da «una torre di due palchi ognuno dei quali merlato, l'inferiore con otto merli e il superiore con sei; una corona da comune d'argento; una fronda di quercia verde con ghiande d'oro legata con nastro tricolore ad una fronda di alloro verde con bacche d'oro; un drappo rosso ornato di ricami d'argento».

## Monumenti e luoghi d'interesse

### Architetture religiose

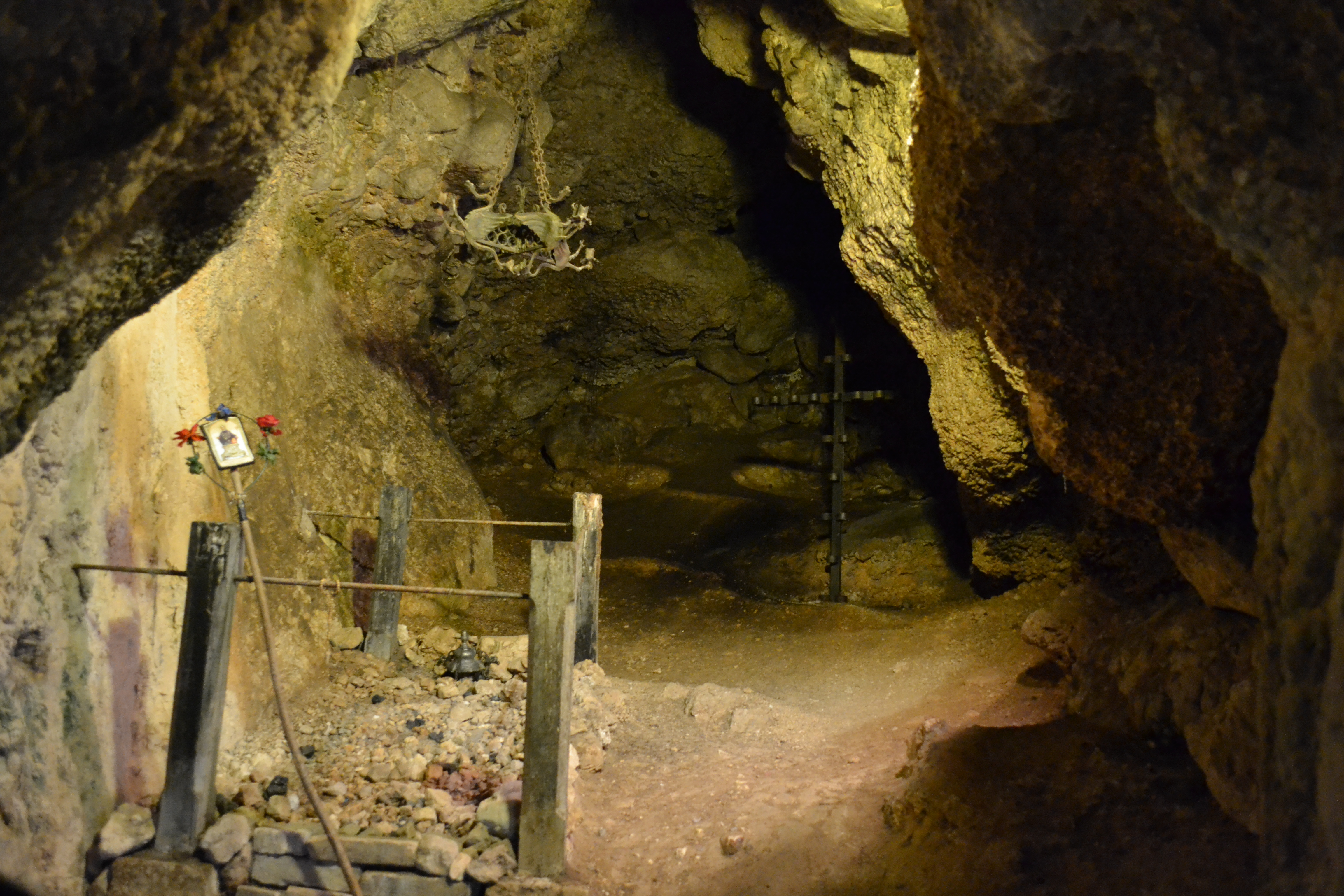
Grotta naturale dell'eremo di San Domenico

- Eremo di San Domenico: fu costruito presso il lago di San Domenico nell'XI secolo, come cappella votiva presso una grotta naturale ritenuta sacra. La chiesetta ha un aspetto settecentesco, a capanna dove si accede da un portale a grottesche del XVIII secolo, con riquadri del miracolo del santo contro il lupo, opera di Alfredo Gentile. L'interno è altalenante tra il barocco e il neogotico, con una statua lignea di San Domenico, e alla base dell'altare il paliotto di stucco del 1761. Da un accesso dietro l'altare si entra nella grotta dove dimorò il santo.

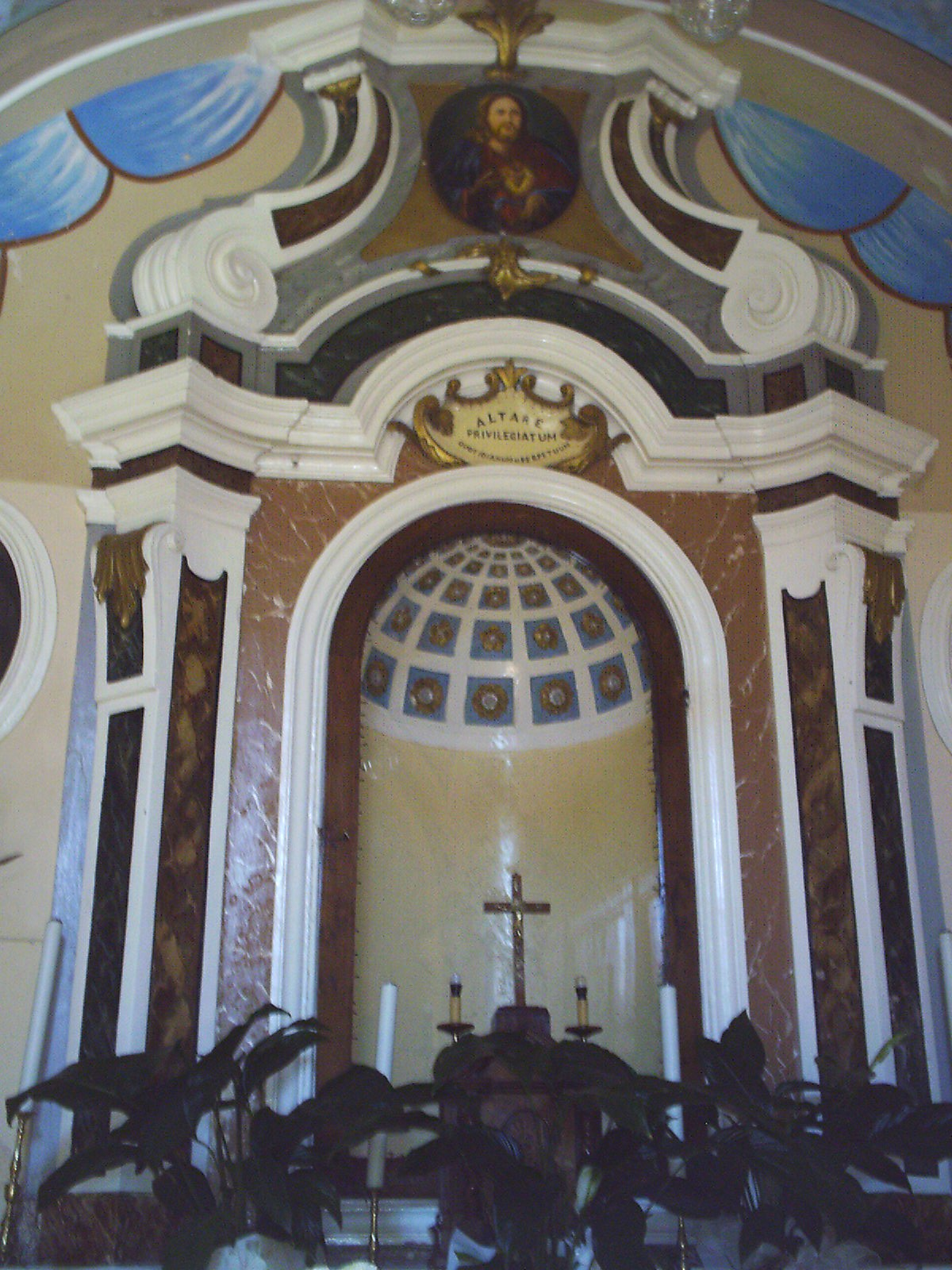
Interno della chiesa della Madonna Addolorata

- Chiesa parrocchiale della Madonna di Loreto: risalente al XIV secolo, e successivamente modificata negli interni nel XVII secolo. La facciata è in tardo romanico, con il portale a tutto sesto decorato da strombature e un affresco sulla lunetta. Nella navata interna si ergono statue di San Michele Arcangelo e la Madonna del Rosario. L'altare minore è decorato a san Domenico, dove si conserva un pezzo del suo giaciglio in legno.
- Chiesa della Madonna Addolorata: un tempo cappella privata del Palazzo Lupi, fu consacrata nel 1652 circa. L'interno è a pianta quadrata in stucco marmorizzato barocco.

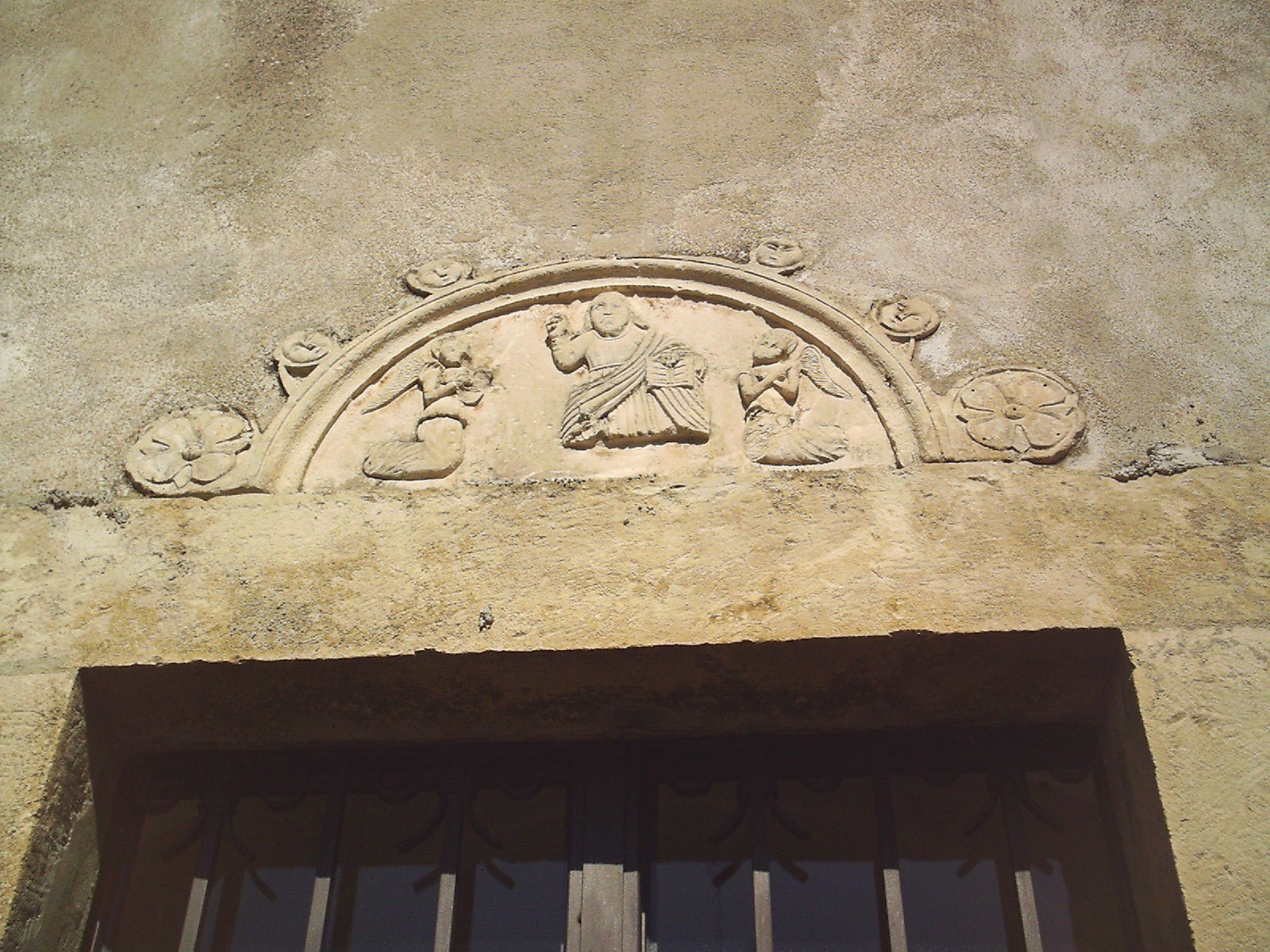
Portale della chiesa di San Michele Arcangelo

- Chiesa di San Michele Arcangelo: importante chiesa storica. Costruita nell'XI secolo dai Longobardi in stile romanico; sopra il portale rettangolare c'è una lunetta col Cristo Pantocratore che legge il "Libro della Vita".
- Chiesa della Madonna delle Grazie, in stile campestre classico, a navata unica, comunemente chiamata "Santa Maria", sita a circa 100 m da piazza Celestino Lupi, è di origini antichissime, databile probabilmente all'anno 1000, in quanto la grancia Santa Maria della Villa, del monastero di San Pietro de Lacu, istituita da San Domenico Abate, prendeva il nome da questa piccola chiesetta. La struttura attuale potrebbe essere databile al 1575, data incisa sul portale. Ripulita ed arricchita nel 1999 conserva l'immagine della Madonna delle Grazie che viene portata in processione.

### Architetture civili
- vecchio municipio: fu costruito nel XIX secolo sopra la chiesa di San Giovanni, come si vede dalla torre principale, ricavata dal campanile. L'interno è alternato tra stile barocco e novecentesco. Nel 2003, sorto il nuovo palazzo del comune, nel vecchio venne inaugurato il museo delle arti e tradizioni popolari. La struttura è a pianta rettangolare con la svettante torre dell'orologio.
- Mulino ad acqua con annessa gualchiera: casetta contadina con bassorilievi di muli con carichi sulla schiena, situata in località Fontevecchia. Dentro si trova una storica gualchiera, usata per la manifattura laniera.

### Rocca medievale
La rocca con l'annesso belvedere sulle Gole del Sagittario. Si trova nella parte alta del centro, costruita intorno all'XI secolo, anche se si ipotizza che esistesse già prima. Il torrione principale è a pianta cilindrica, incastonato dentro un palazzo gentilizio che in passato era il castello. Vi si trova anche un oratorio dedicato alla Vergine Addolorata.
Una seconda torre è quella della Libertà, sempre di matrice medievale, inglobata in case civili. Ha pianta circolare con base a scarpa.

### Musei e riserve naturali

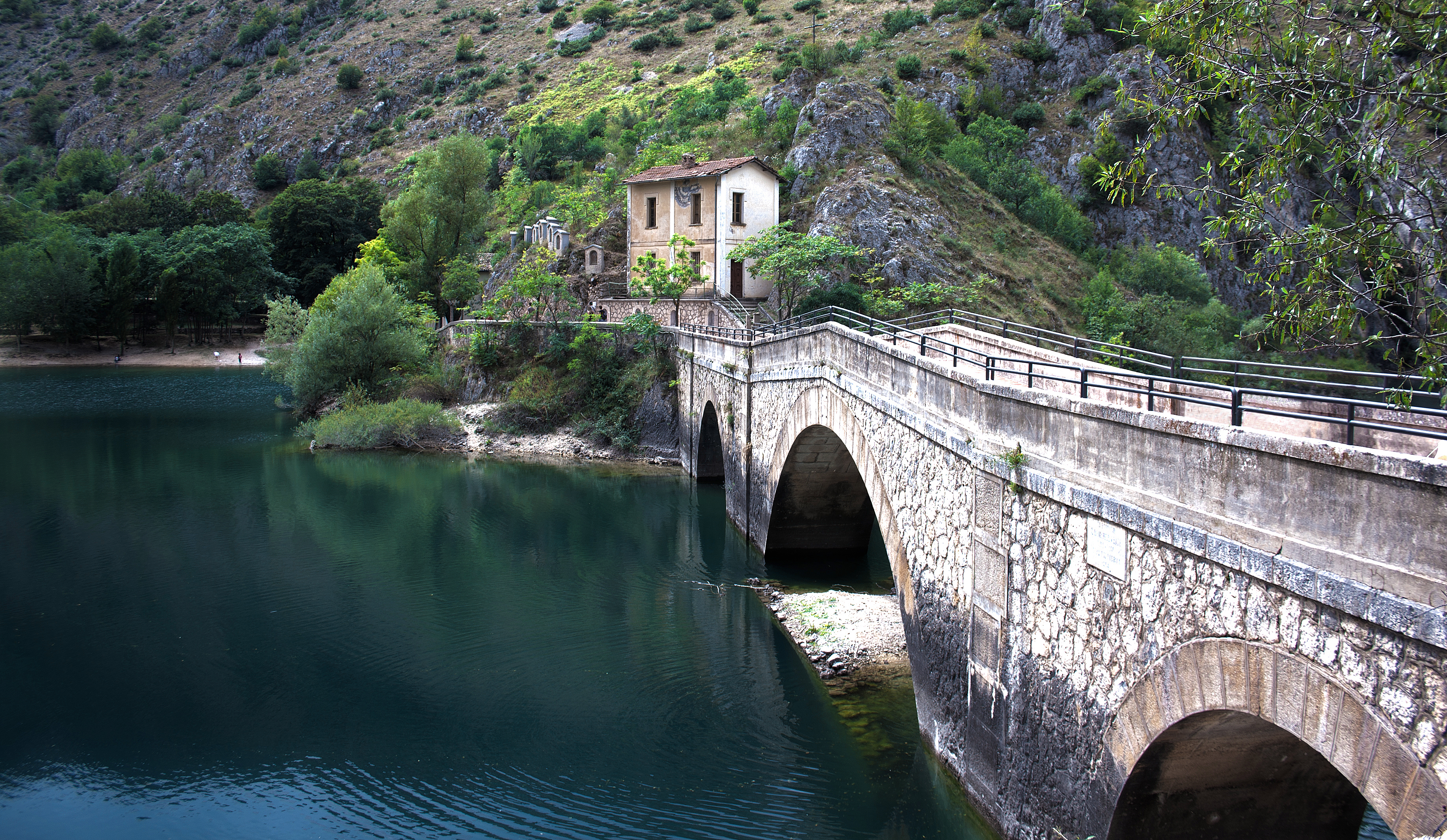
Ponte sul lago di San Domenico

- Museo delle arti e tradizioni popolari: si trova nel vecchio municipio, caratterizzato dall'esposizione di materiali originali per la lavorazione della terra.
- Lago di Scanno: lago naturale a 922 m s.l.m. tra i monti Marsicani. Ha la forma di cuore. Tra le specie naturali vi sono il Phragmiteum communis, la cannuccia di palude, salici e pioppi. Presso il lago inoltre si trova un piccolo romitorio in stile neogotico, la Chiesa della Madonna del Lago.
- Lago Pio: laghetto di origini carsiche, con emissioni dal lago di Scanno.
- Lago di San Domenico: lago artificiale del 1929, con fiume affluente il Sagittario. Caratteristica la flora del parco nazionale d'Abruzzo, le volpi, gli scoiattoli e gli orsi marsicani. Prende il nome dell'eremo di San Domenico, che troneggia in uno sperone roccioso presso il lago.
- Gole del Sagittario: fa parte della riserva omonima che parte dal lago di San Domenico e prosegue verso Anversa degli Abruzzi. La morfologia è data dall'erosione delle acque del Sagittario. Tra la fauna vi sono il picchio muraiolo, il falco pellegrino, le rondini montane e il merlo acquaiolo.

## Società

### Evoluzione demografica
Abitanti censiti

### Tradizioni e folclore
Il 21 e 22 agosto vi si celebra la festa patronale di san Domenico.

## Cultura

### Cinema
Villalago è citata nel film Il federale di Luciano Salce (1961): è il luogo nel quale si rifugia il professore antifascista Bonafé che Primo Arcovazzi, interpretato da Ugo Tognazzi, deve arrestare per guadagnare meriti per la sua nomina a federale.

## Amministrazione
| Periodo          | Periodo          | Primo cittadino         | Partito                                                    | Carica                  | Note          |
| ---------------- | ---------------- | ----------------------- | ---------------------------------------------------------- | ----------------------- | ------------- |
| 5 luglio 1988    | 22 giugno 1993   | Franco Mancini          | Democrazia Cristiana                                       | Sindaco                 | [ 18 ]        |
| 22 giugno 1993   | 14 maggio 2001   | Gianpaolo Ciancarelli   | Partito Socialista Italiano (1993-1997) Centro (1997-2001) | Sindaco                 | [ 19 ] [ 20 ] |
| 14 maggio 2001   | 16 maggio 2011   | Cesidio Vittorio Grossi | Centro                                                     | Sindaco                 | [ 21 ] [ 22 ] |
| 16 maggio 2011   | 19 febbraio 2021 | Fernando Gatta          | Lista civica Noi stiamo con Villalago                      | Sindaco                 | [ 23 ] [ 24 ] |
| 19 febbraio 2021 | 4 ottobre 2021   | Emanuele D'Amico        | –                                                          | Commissario prefettizio | [ 25 ]        |